# Afroleptomydas microareolatus
Afroleptomydas microareolatus är en tvåvingeart som beskrevs av Hesse 1969. Afroleptomydas microareolatus ingår i släktet Afroleptomydas och familjen Mydidae. Inga underarter finns listade i Catalogue of Life.